# العنصرية في تونس
تتخذ العنصرية في تونس عدة أبعاد وأشكال مختلفة حسب الأفراد والجماعات والفترة الزمنية، حيث كانت عنصرية مؤسساتية إلى حدود منتصف القرن التاسع عشر، ثم تراجعت شيئا فشيئا لتصبح سلوكيات فردية أو مخلفات في العادات والتقاليد الشعبية بالرغم من منعها قانونيا. المجموعات المعنية بالعنصرية في تونس أساسا هم ذوي البشرة السوداء، إلى جانب حالات من معاداة السامية ورهاب الأجانب.

## التاريخ

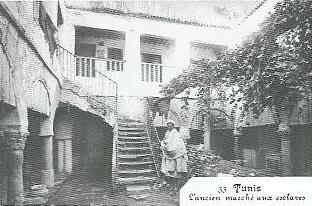
سوق العبيد القديم في مدينة تونس.

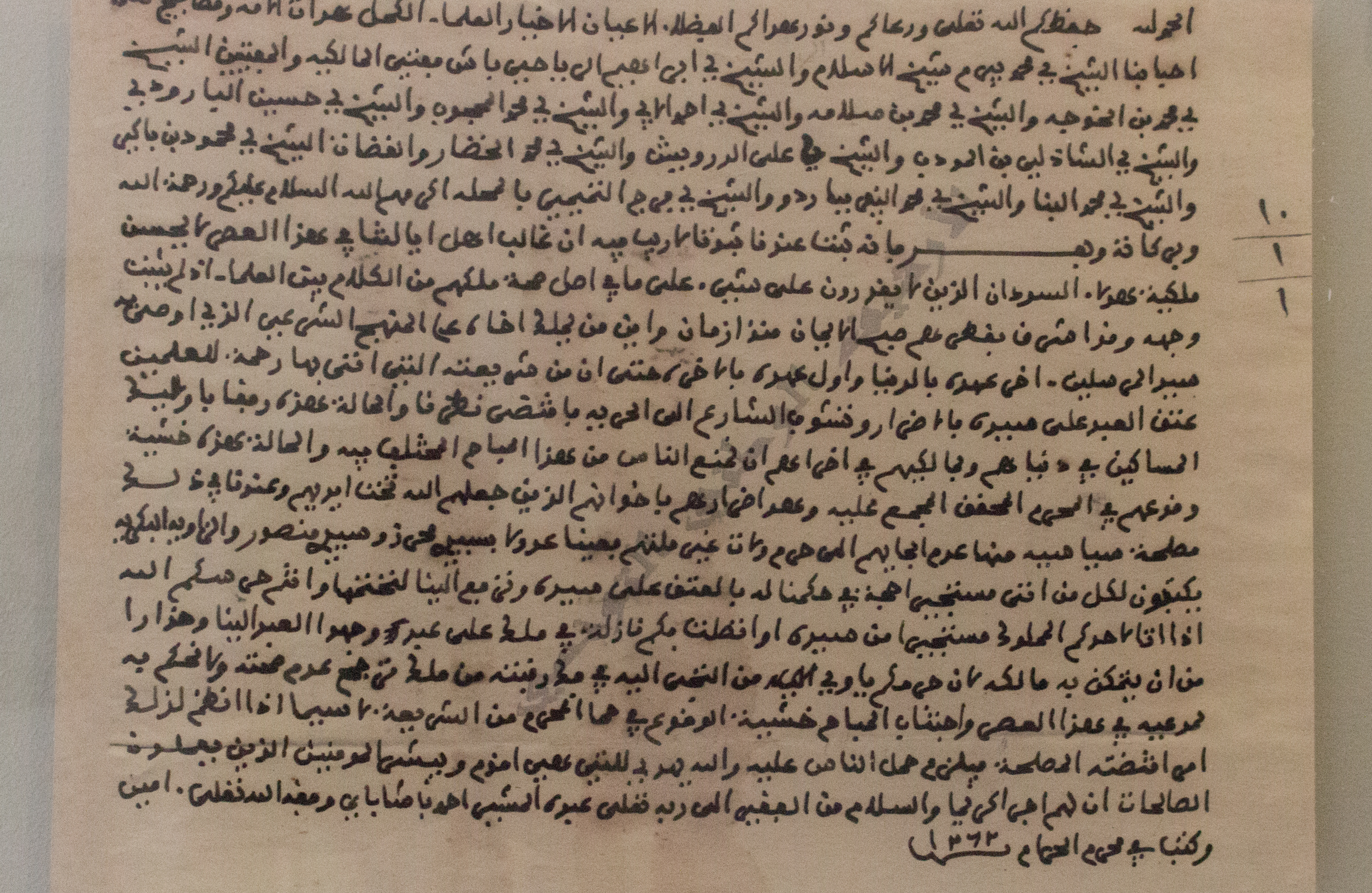
الأمر العلي المتعلق بإلغاء الرق وعتق العبيد في 23 يناير 1846.

### مسألة العبودية
لم تكن تونس معزولة عن ظاهرة العبودية المنتشرة في العالم منذ التاريخ القديم. بالرغم من كونها بعيدة عن الطرق الرئيسية لتجارة الرق العابرة للصحراء، إلا أنها كانت تصلها قوافل أساسا من فزان وغدامس.

فيما يخص تسمية العبيد في تونس، تعتمد المصطلحات المختارة على لونهم وأصلهم، حيث أن ذوي البشرة السوداء يطلق عليهم «عبد» أو «شوشان»، أما ذوي البشرة البيضاء فيطلق عليهم «مملوك» أو «صقلابي».

### ما بعد الاستقلال
ذكرت عدة أبحاث تاريخية وسياسية واجتماعية قصة سليم مرزوق، وهو أول من أثار قضية السود في تونس بعد الاستقلال. إثر عودته لتونس بعد أن درس ميكانيكا الطيران في باريس والولايات المتحدة، ذهب سليم مرزوق لمقابلة الرئيس الحبيب بورقيبة لطلب منصب في حكومته، إلا أنه حسب أقوال عائلته، رفض بورقيبة الحوار معه وقال له «سأرسلك سفيرا في إحدى دول جنوب الصحراء حيث ستجد راحتك هناك»، وهي القصة التي أكدتها الباحثة مها عبد الحميد التي استطاعت الوصول لعدة شهادات ووقائع بهذا الخصوص. قام مرزوق إثرها بالعودة لمسقط رأسه في مدينة قابس جنوب البلاد أين قام بتنظيم عدة جلسات للتحسيس بقضية السود في تونس، إلا أن السلطات ألقت عليه القبض خوفا من انتشار قضيته وقامت بإيداعه في مستشفى الرازي للأمراض العقلية لمدة 27 سنة إلى حدود انقلاب 7 نوفمبر 1987، حيث رفض بعد ذلك الخروج من المستشفى متسائلا من سيعوضه ما فات من عمره. غادر سليم مرزوق مستشفى الأمراض العقلية شهرا قبل وفاته في أغسطس 2001.

### بعد الثورة التونسية
في مارس 2011، أكد مسؤولون من المفوضية السامية للأمم المتحدة لشؤون اللاجئين وجود التمييز والعنصرية خاصة ضد الأفارقة السود اللاجئين إلى تونس إثر الثورة الليبية.
بعد الثورة التونسية، برزت عدة شخصيات مناهضة للعنصرية ضد السود مثل النائبة جميلة دبش والناشطات سعدية مصباح وهدى مزيودات ومها عبد الحميد والإعلامية نجيبة الحمروني والكاتبة فتحية دبش. 
في 21 مارس 2014، تم تنظيم أول مسيرة للمساواة ومناهضة العنصرية ضد السود في تونس العاصمة.
أما في التاريخ البرلماني، عرفت تونس نائبين اثنين أسودي البشرة كلاهما عن حركة النهضة، هما البشير شمام في المجلس الوطني التأسيسي في 2011 وجميلة دبش في مجلس نواب الشعب في 2014.
لم تعرف تونس وزيرا أسود البشرة لحدود سبتمبر 2020، حيث عين كمال دقيش في منصب وزير الشباب والرياضة، ليصبح بذلك أول وزير أسود في تاريخ تونس بعد الاستقلال. ويذكر أنه في يناير 2020 تم اقتراح حسين دبش وهو أسود البشرة ليصبح وزيرا للتكوين المهني والتشغيل، إلا أن حكومة الحبيب الجملي لم تنل ثقة البرلمان آنذاك.

في الميدان الإعلامي، كان أول مقدم برنامج تلفزيوني رياضي أسود البشرة هو سامي القصريني، تلاه محمد أمين جبارة في 2018 كأول مقدم للنشرة الجوية أسود البشرة في التلفزة الوطنية التونسية.

## حالات العنصرية
تندد العديد من الجمعيات والمنظمات بالعديد من الحالات العنصرية التي يتعرض لها ذووا البشرة السوداء، وخاصة مواطني أفريقيا جنوب الصحراء، ولعل من أشهر الوقائع هي عملية قتل رئيس جمعية الطلبة والمتربصين الإيفواريين بتونس في 24 ديسمبر 2018.
في بداية سنة 2023، شهدت تونس حملة عنصرية عنيفة قادها الحزب القومي التونسي الذي يحتج على ما سماه «توطينا للأفارقة» في تونس، على شاكلة نظرية المؤامرة التي تسمى الاستبدال العظيم، وهي حملة شهدت مساندة الرئيس التونسي قيس سعيد الذي تحدث عن «مؤامرة تهدف إلى تغيير التركيبة الديمغرافية لتونس». أثارت هاته الحملة والتصريحات تنديدات دولية عديدة من بينها الاتحاد الإفريقي. ردا على هاته الحملة، نظمت عدة جمعيات ومنظمات تونسية مسيرة حاشدة في 26 فبراير 2023 لمناهضة التمييز العنصري والفاشية بحق المهاجرين.

## الترسانة القانونية
تعتبر تونس سباقة في إلغاء العبودية وتجارة الرق في العالم، تحديدا أثناء حكم أحمد باي الأول الذي أصدر في 6 سبتمبر 1841 أمرا يقضي بمنع الاتجار في الرقيق وبيعهم في أسواق البلاد، ثم في ديسمبر 1842 أصدر أمرا يعتبر كل من يولد على التراب التونسي حرا لا يباع ولا يشترى، ثم أصدر أمرا أخيرا في 23 يناير 1846 يقضي بعتق جميع العبيد في البلاد وإلغاء العبودية نهائيا. وبسبب رفض بعض مناطق البلاد هاته القرارات، اضطر علي باي الثالث لإصدار أمر في 28 مايو 1890 يقضي بعقوبات مالية وسجنية لمن يخالفون أوامر إلغاء العبودية.
صادقت تونس سنة 1967 على الاتفاقية الدولية للقضاء على جميع أشكال التمييز العنصري.
أصدر مجلس نواب الشعب في 9 أكتوبر 2018 القانون الأساسي عدد 50 لسنة 2018 المتعلق بالقضاء على جميع أشكال التمييز العنصري، وهي سابقة في العالم العربي. ويعرف هذا القانون في فصله الثاني التمييز العنصري كالآتي:

## مخلفات العبودية على الثقافة الشعبية

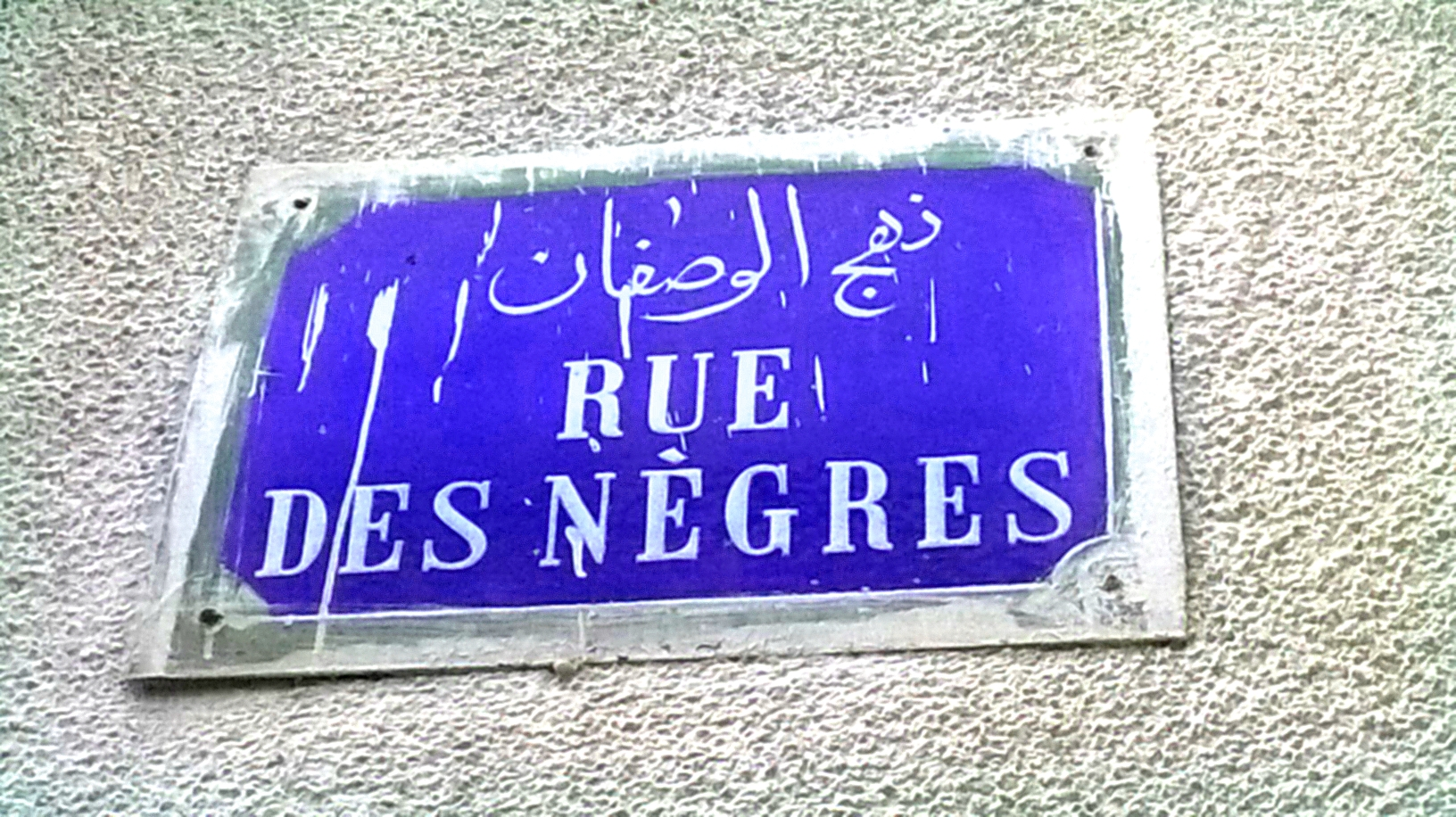
نهج الوصفان (العبيد)، في مدينة تونس العتيقة.

توجد في اللهجة التونسية عدة مخلفات من عهد العبودية والعنصرية الثقافية السائدة في المجتمع. ومن هاته المصطلحات نجد عبارة «وصيف» (جمعها «وصفان») وعبارة «كحلوش» وهما يشيران لذوي البشرة السوداء مع نزعة تحقيرية. من الألقاب السائدة كذلك في تونس، لقب «شوشان» ولقب «عتيق» (أو «عتيڨ») أي من كان عبدا وعتق. كما توجد عدة أمثلة شعبية ذات بعد تحقيري لذوي البشرة السوداء، أو استعمال كلمة أسود لكل ماهو سيء أو نذير شؤم.